# Appuleia de majestatis
Apuleia de majestatis va ser una llei romana establerta a proposta d'Apuleu Saturní, tribú de la plebs l'any 652 de la fundació de Roma (100 aC), sota els cònsols Gai Mari i Luci Valeri Flac, per impedir la Majestas (sedició). Declarava culpable de traïció a tot aquell que interrompia a un tribú de la plebs quan aquest parlava per proposar una llei.